# Mellow Down Easy
«Mellow Down Easy» — пісня американського блюзового музиканта Літтла Волтера і його гурту His Jukes, випущена синглом у 1954 році на лейблі Checker (дочірньому Chess).

## Оригінальна версія
Пісня була написана Віллі Діксоном. Запис відбувся 5 жовтня 1954 року в Чикаго, Іллінойс, в якому взяли участь Літтл Волтер (вокал, губна гармоніка), Роберт Локвуд-молодший і Лютер Такер (обидва — гітара), Віллі Діксон (контрабас) і Фред Білоу (ударні). Пісня вийшла у листопаді 1954 року на лейблі Checker (дочірньому Chess) на синглі на стороні «Б» із «Last Night» на стороні «А».
У 1969 році запис був включений до збірки Hate to See You Go, випущеній на Chess.

## Інші версії
Пісню перезаписали інші виконавці, зокрема Рік Карті (1957), The Paul Butterfield Blues Band для однойменного альбому (1965), The Matadors (1967), Джордж Сміт (1969), Джон Геммонд для Source Point (1971), Лютер Джонсон (1991), Кері Белл і Tough Luck для Mellow Down Easy (1991), Роберт Найтгок (1995), Джиммі Пейдж і The Black Crowes (2000) та ін.